# 最後一樁案子
《最後一樁案子》是史蒂芬·金所著的短篇小說，1993年收錄在短篇小說集《惡夢工廠》內。2006年，特納電視網將其改編成電視影集，收錄在惡夢工廠中，由威廉·霍爾·梅西主演。

## 故事簡介
厄姆尼是1930年代活在洛衫磯的偵探，某日起床，他發現身邊所有事物都有點不對勁，原本不會關門的店舖關門了，不會裝修的地方正進行裝修。
正當厄姆尼為這些事困惑時，一個自稱蘭德利的人走進厄姆尼辦公室，告訴厄姆尼：他只是蘭德利創作的虛構人物；蘭德利由於自己現實生活中不如意，與筆下角色厄姆尼交換了身分，厄姆尼被迫去到1994年的真實世界。
厄姆尼為了取回自己的身分，決心學習寫作，以便將自己帶回小說中。 